# Universidad de Verona
La Universidad de Verona (Università degli Studi di Verona en idioma italiano) es una universidad pública ubicada en la ciudad de Verona, en Italia.

## Historia

### El Studium medieval
Parece que ya existía una Scuola de derecho en Verona a comienzos de la Edad Media, en el siglo IX y casi seguramente en el siglo X, en tiempos del obispo Raterio. El 22 de septiembre de 1339, el papa Benedicto XII emitió una bula en Aviñón, que otorgaba a Verona un Studium generale. Las facultades establecidas por el pontífice eran cuatro, dos de las cuales eran de naturaleza legal, la facultad de derecho civil y el derecho canónico. Las otras dos fueron Medicina y Letras. La decadencia de la familia Scaligeri, después del paréntesis de los Visconti, llevó a que Verona cayese en el dominio de la República de Venecia, que quiso que fuese Padua la única Universidad de los venecianos, poniendo fin a cualquier aspiración de contar con estudios universitarios en Verona, a pesar de que no decayó, en el ámbito jurídico, el interés en la dichos estudios.

### Universidad actual
En los años 1950 un grupo de historiadores católicos fundaron la Escuela Libre de Ciencias Históricas e impulsaron el proyecto para la creación de una universidad pública para los veroneses. En 1959 el gobierno de la ciudad inició el proyecto creando la Escuela Libre de Negocios y Economía y el Consorcio para los estudiantes, que se inauguraron el 1 de noviembre de ese año. En 1963 la institución pasó a depender de la Universidad de Padua como una sede de su Facultad de Economía y poco tiempo más tarde abrió las facultades de Derecho, Medicina y Cirugía, Arte y Filosofía. Finalmente en 1982 recibió la autorización, se independizó de la Universidad de Padua y se convirtió en la Universidad de Verona.

## Institución
Cuenta con la Biblioteca Egidio Meneghetti y la Biblioteca Arturo Frinzi; esta última es la más grande de Verona, se caracteriza por estar abierta a todos los ciudadanos (sean o no estudiantes) y por poseer más de 180.000 obras. Además existen 36 bibliotecas exclusivas de cada carrera universitaria.
El equipo deportivo es el CUS Verona que participa en las competiciones universitarias organizadas por el Centro Universitario Sportivo Italiano. Algunos deportes ganaron torneos nacionales y además posee al CUS Verona Rugby, un equipo profesional de rugby que compite en la Primera división.

### Facultades
La Universidad se compone de las siguientes Facultades:
| - Biotecnología - Medicina - Administración y Negocios - Ciencias de la computación | - Economía - Lenguas extranjeras y literatura - Ciencias humanas - Derecho |

Sus graduados más famosos son el artista Mr. Lui y los escritores Luca Azzolini y el polémico Aldo Busi.